# Gibbocerambyx unitarius
Gibbocerambyx unitarius là một loài bọ cánh cứng trong họ Cerambycidae.